# Спящ козодой
Спящият козодой (Phalaenoptilus nuttallii) е вид птица от семейство Caprimulgidae, единствен представител на род Phalaenoptilus.

## Разпространение и местообитание
Разпространен е в Канада, Мексико и САЩ.